# 月音こな
月音 こな（つきね こな、2003年8月20日 - ）は、日本の声優。愛称はこなち。Apollo Bay所属。2022年4月2日までは、三浦 瑚都（みうら こと）名義で活動していた。

## 経歴
神奈川県出身。芸能界には小学校高学年時代に参加したアミューズの子役オーディションがきっかけで芸能界入り 。中学生時代にはおしりたんていのコーラスにも参加した。その後、2020年4月1日にはアミューズの子会社であるライブ・ビューイング・ジャパンの声優部門であるApollo Bayに移籍した。
小学生のころに父親とμ'sのライブに参加したことから「ラブライブ!シリーズ」に興味を持ち、高校在学中に『ラブライブ!スーパースター!!』のオーディションを2回受験するも落選。高校卒業間際に『ラブライブ!蓮ノ空女学院スクールアイドルクラブ』のオーディションを受験し、合格を勝ち取った。蓮ノ空のオーディションを受験したときはちょうど進路選択の時期であり、受からなかった場合は進学か就職する予定だった。なお、オーディションのわくわく感から志望校への出願を失念している。
2024年8月20日、21歳の誕生日に単独イベント「こながめでたい日2024」が横浜ランドマークホールにて開催され、PIA LIVE STREAMで配信も実施された。

## 人物・エピソード
趣味は音楽を聴くこと、ギター。多趣味ではあるが飽きっぽいため、インタビューなどで趣味を問われると回答に悩むことがある。歌いたいときは、カラオケに行くのが面倒くさいという理由からギターを弾くが、技術は全て独学で習得した。
2歳のころから日本舞踊を習っており、資格も有している。また、身体が柔らかく、ストレッチをしていなくてもエビぞりをしてあごに足を付けることができる。
芸名は両親とともに考えており、「こな」は昔飼ってた犬の名前で、「こ」は本名の瑚都（こと）と同じ字で始まり、本名時代には事務所のスタッフから「こっちゃん」と呼ばれていたことから改名しても混乱しないようにしたという。月音は「月」が好きなのと音に関する仕事であるために「音」を入れ、さらに「つきねこな」という響きに猫が入っているからだという。
2024年1月28日、シンガーソングライターのりりあ。が自身の公式TikTokにおいて、月音が自身のいとこであることを明かした。

## 出演
※太字はメインキャラクター。

### ゲーム
- Link!Like!ラブライブ!（2023年 - 2025年、藤島慈[13]）

### テレビ番組
- ぽっかる（2024年10月6日・13日、BS日テレ[14]）

### インターネット配信
- 月音こなのまだ本気出してないだけだから！（2024年 - 、ニコニコチャンネル＋）[15]

### 舞台・朗読劇
- Apollo Bay Presents Reading Live「WHITE SWAN next」（2024年）- 花城ことね 役[16]
- 朗読劇『新選組の恋～春の在処～』（2025年5月5日）- 琴・つね・明里 役[17]
- ネコたん！～猫町怪異奇譚～（2025年6月17日、19日[18]）- 迷路ソマリ 役
- 岩井秀人（WARE）プロデュース『いきなり本読み！Voices』（2025年8月7日〈予定〉）[19]
- VISONARY READING『三島由紀夫レター教室』（2025年10月10日〈予定〉）- 空ミツ子 役[20][21]

### ラジオ
- 月音こなのつきねびより（2025年 -、音泉[22]）

## 書籍

### トレーディングカード
- Voice Actor Card Collection
  - VOL.16 月音こな『こなといっしょ』（2025年5月23日、ブシロードクリエイティブ[23]）

## ディスコグラフィ

### 参加作品
| 発売日        | 商品名                            | 歌                            | 楽曲                                                            | 備考                                 |
| ------------- | --------------------------------- | ----------------------------- | --------------------------------------------------------------- | ------------------------------------ |
| 2018年6月20日 | おしりたんてい 主題歌ミニアルバム | おしりたんてい こどもコーラス | 「ププッとフムッとかいけつダンス 〜こどもコーラスバージョン〜」 | テレビアニメ『おしりたんてい』関連曲 |

### ユニットメンバー
1. ↑  田口乙葉、後本萌葉、黒嵜菜々子、三浦瑚都、小泉柚奈、只野維織、山本幸輝、佐久間玲駈